# Yakovlev Yak-141

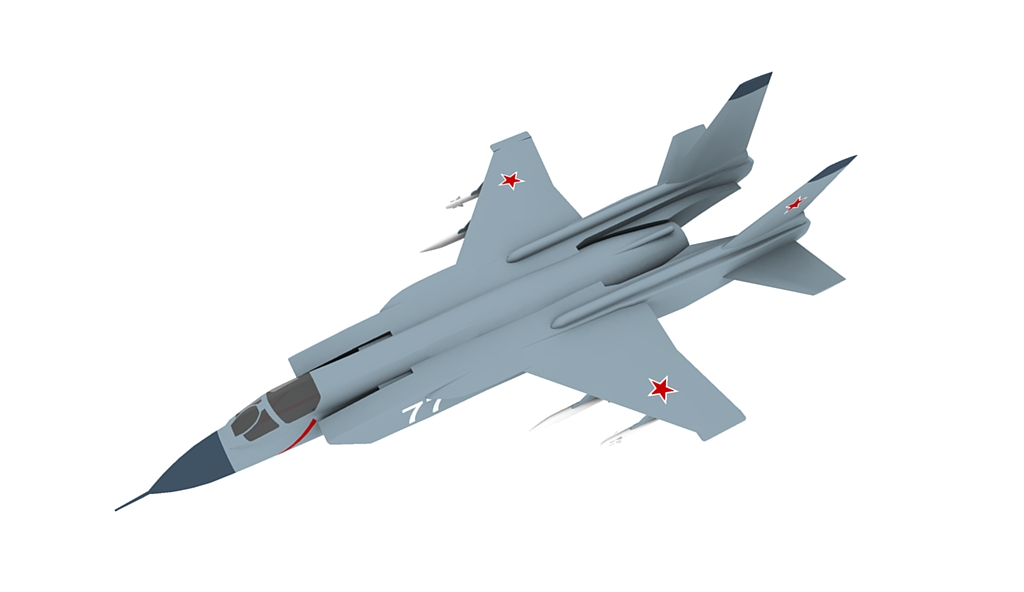
Modelo 3D del Yak-141

El Yakovlev Yak-141 (en ruso: Як-141; designación OTAN: Freestyle ) es un avión de caza supersónico con despegue/aterrizaje vertical (VTOL) fabricado por la oficina de diseño soviética Yakovlev durante los años 80 y principios de los 90. 

## Historia
Desde los años 60, los ingenieros aeronáuticos soviéticos desarrollaron proyectos para aviones en portaaviones. El poco espacio disponible en los buques de la Armada hacía ideal el empleo de tecnología de despegue vertical.
El Yak-141 nació para ser el sustituto del caza de despegue vertical Yak-38, pero con capacidad supersónica. Era por tanto una evolución, especialmente optimizada para las misiones de superioridad aérea, pero también con capacidad de ataque a tierra. Se concibió como misión principal la defensa de la flota, ataques antibuque y misiones de reconocimiento, operando desde los buques de la clase Moskva y clase Kiev. No hay que olvidar que el Yak-38 era un avión interino con el fin de adquirir experiencia. La marina soviética necesitaba un avión de combate definitivo para la defensa aérea de la flota. Por ello se pedía al futuro aparato velocidad supersónica, gran maniobrabilidad para el combate aéreo y radar y armamento similares a los de los cazas terrestres más recientes.

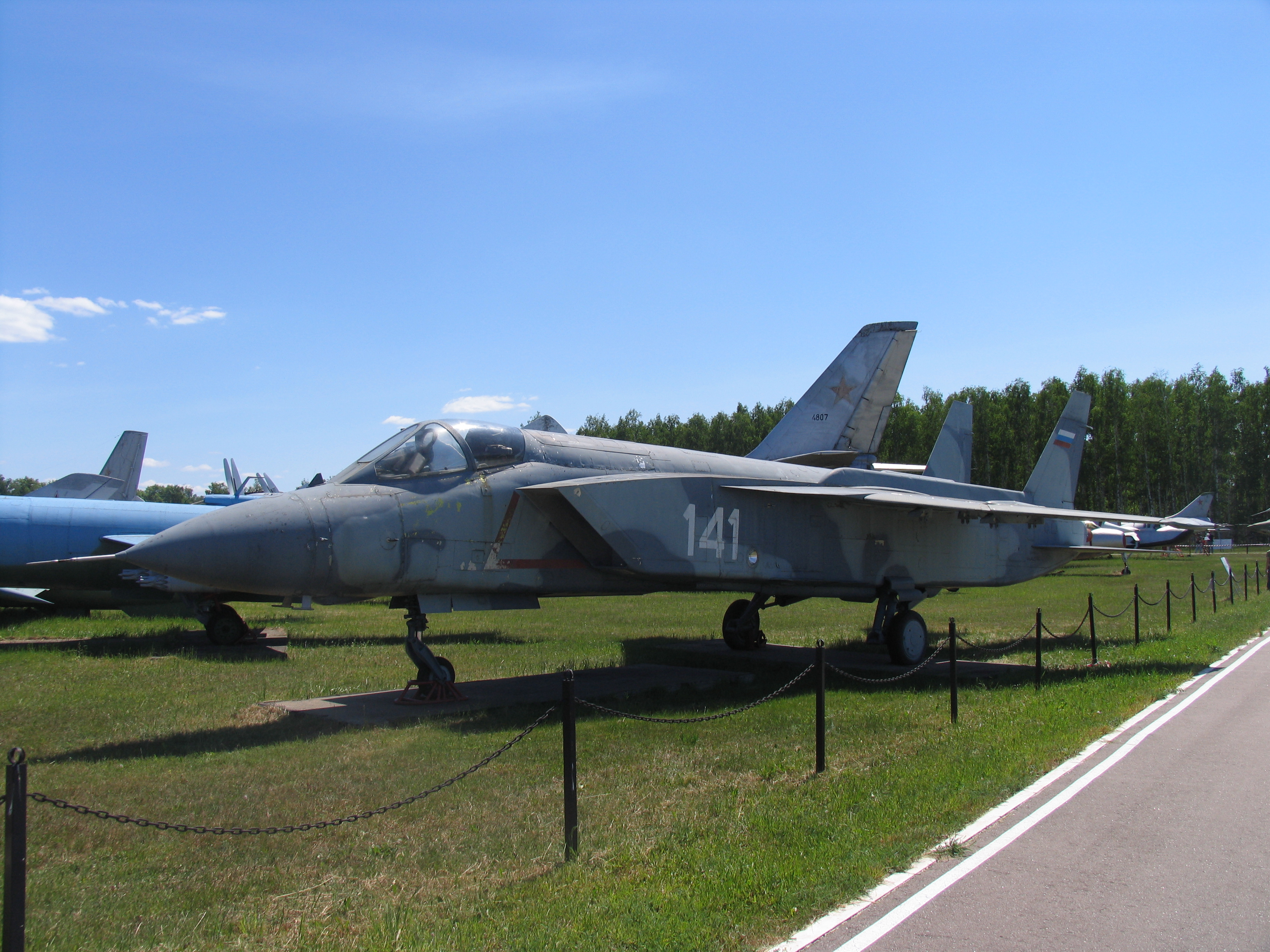
Yak-141 en exposición en el museo central de la fuerza aérea, Rusia.

El programa fue iniciado en 1975 como el Yak-141, un desarrollo actualizado del anterior Yakovlev Yak-38, para superar al diseño, capacidad, velocidad y rendimiento de vuelo del caza Harrier de Inglaterra y así tener un caza embarcado supersónico totalmente operativo en los nuevos Portaaviones clase Almirante Kuznetsov que la Unión Soviética pensaba construir en la década de los años de 1980. El primer vuelo convencional con despegue horizontal del Yak-41 ocurrió el 9 de marzo de 1987, y el primer vuelo estacionario, con despegue vertical, el 29 de diciembre de 1989. 
Una vez superados con éxito los numerosos desafíos técnicos los diseñadores se encontraron con el cambio de requerimientos de los marinos soviéticos. La nueva designación Yak-41M fue adoptada alrededor de 1991 para reflejar un cambio hacia una configuración multipropósito de un avión "cazabombardero" de base en tierra, pero era muy limitado en su capacidad de combate, velocidad, alcance y autonomía de vuelo, comparado con otros aviones más eficientes como el nuevo caza de peso medio bimotor MiG-29 y el caza pesado de largo alcance Su-27, que lo superaban con facilidad en todas las pruebas de vuelo en los años 70.
En agosto de 1991 el programa fue detenido, debido a la continua reducción del presupuesto militar de la Unión Soviética por la crisis económica. La oficina de diseño de Yakovlev, ha intentado generar un nuevo interés internacional por revivir el programa, incluyendo la propuesta a India, de una versión avanzada conocida como Yak-43, para enfrentarse al nuevo caza furtivo F-35 "Joint Strike fighter" de la Armada de los Estados Unidos, pero sin éxito, por su limitada capacidad de combate, carga de armas, alcance y autonomía de vuelo, su función muy especializada de defender a un Portaaviones y al ser superado ampliamente, por el nuevo caza naval pesado Su-33, la versión embarcada del caza de superioridad aérea Su-27, en velocidad, alcance, autonomía de vuelo, capacidad de combate y mayor capacidad de carga de armas y combustible, embarcado en el portaaviones Almirante Kuznetsov y por el nuevo caza naval de peso medio MiG-29K, derivado del nuevo caza de base en tierra MiG-35, del que India confirmó la compra de 24 naves y Rusia construirá otras 40 naves de este tipo, para equipar a sus nuevos portaaviones, y la reducida posibilidad de venta a otros países, por la construcción con éxito del caza Rafale en su versión naval embarcada que es ofrecida a otros países. Además la Armada rusa había perdido interés en cazas de despegue vertical y se mostraba más interesada en sus nuevos portaviones STOBAR y cazas de despegue convencional. India compró el concepto y China años después también, por lo cual cualquier posible venta era imposible.
En 1991 el Ministerio de Defensa de la URSS preparó una oferta a la India por cazas VSTOVL Yak-414 Freestyle. Parece que existía cierto interés porque ya se había hecho antes una primera oferta. India era un posible cliente ya que operaba portaviones y cazas Harrier. Sin embargo la oferta quedó en nada.
En 1992 el programa Yak-141 fue cancelado y en 1995 Rusia retiró todos los portaaviones de la clase Kiev, para el que fue diseñado. En 1992 el Yak-141 fue presentado en la feria aérea internacional de Farnborough y en 1993 en Le Bourget. Algunos países mostraron interés, sin embargo no se hicieron pedidos. Lockheed Martin se asoció con Yakovlev Design Bureau, aunque los resultados exactos de esta asociación se desconocen. Lockheed Martin utilizó la experiencia adquirida en este proyecto para el desarrollo de su propio caza F-35.

## Diseño y estructura

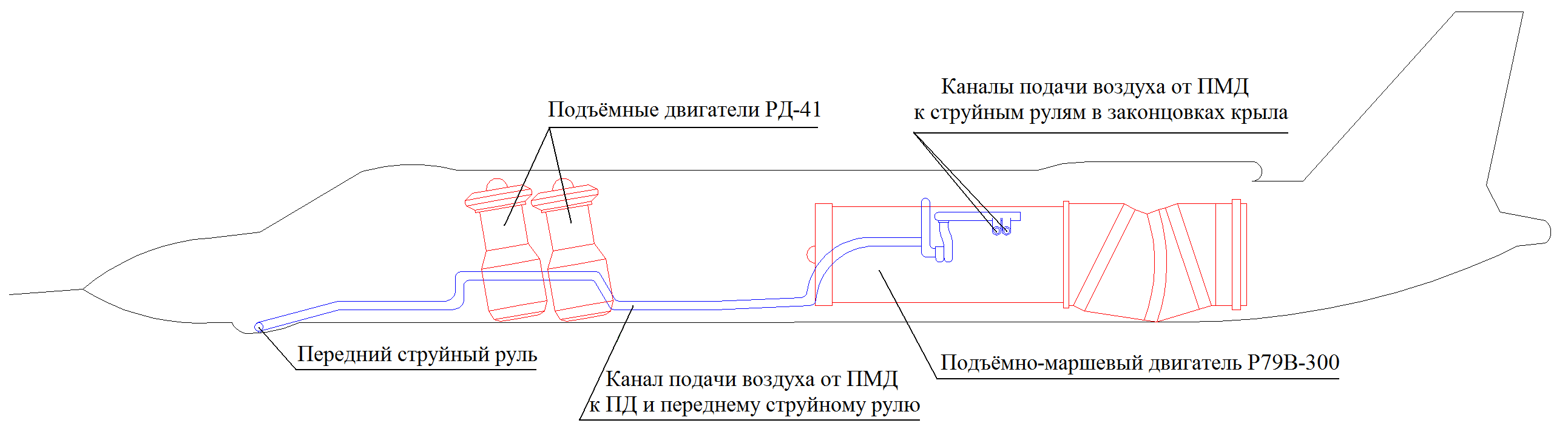
Disposición del motor del Yak-141.

El Yak-141, un prototipo desarrollado del Yak-41, era un caza ligero, al igual que el prototipo francés Dassault Mirage IIIV, y el proyecto británico Hawker-Siddeley P.1154, un nuevo intento de producir en serie un avión supersónico superior al Harrier con capacidades VTOL (Vertical Take-Off And Landing, avión de despegue y aterrizaje vertical) de diseño naval embarcado para portaaviones. 
El proyecto británico Hawker-Siddeley P.1154, que buscaba desarrollar una nueva versión mejorada y supersónica del Hawker Siddeley Harrier fue cancelado antes de que el primer prototipo estuviese construido, debido al masivo recorte de presupuesto militar durante los años 60. 
El nuevo y sofisticado Yak-141 de diseño único en su tipo, obtenía sus capacidades VTOL, a través de una combinación de motores de sustentación delanteros y motores de sustentación/traslación, ventiladores verticales y toberas, de escape de gases inclinables, de la misma forma que el "Balzac" y los diseños anteriores de Yakovlev de aviones VTOL. Más de cincuenta configuraciones fueron estudiadas para resolver el requerimiento de prestaciones supersónicas, que exigían que el motor de crucero estuviera dotado con postcombustión. Los cálculos demostraron que las exigencias del motor y del carburante serían menores si se utilizaba un motor principal supersónico y dos motores de sustentación para las fases estacionarias. Se optó por una configuración parecida a la del Yak-38, pero con motor principal con una sola tobera orientable trasera posicionada a corta distancia del centro de gravedad del avión. Los dos motores verticales de sustentación, estaban montados detrás de la cabina y conectados el eje de la turbina principal. Eran utilizados solo en la fase de despegue, y luego, en el vuelo horizontal eran apagados. 
El motor principal estaba montado en la parte trasera del fuselaje, con una gran tobera giratoria, para el escape de gases de la turbina y un motor posquemador de combustible, que permitiría alcanzar una velocidad supersónica, entre dos timones verticales (doble deriva) para un mejor control a velocidad supersónica. 
Para el despegue y el vuelo estacionario, el gran escape del motor principal de turbina, era Vectorizado hacia abajo en un ángulo de 90°, con unos grandes anillos de forma excéntrica, que giraban en dos etapas y en direcciones opuestas, para lograr inclinar la tobera de escape de gases hacia abajo, trabajando en conjunto con los dos motores delanteros de sustentación (ventiladores verticales) montados detrás de la cabina del piloto, con unas compuertas que se abren sobre el fuselaje del avión, para dejar entrar el aire y otras compuertas de escape, que se abren bajo el fuselaje del avión, para empujar hacia abajo con el aire a presión que pasaba entre ellas y lograr, un efecto de elevación para el despegue y sustentación para controlar el aterrizaje. 
Para obtener suficiente potencia y lograr el despegue vertical, con la máxima capacidad de carga de combustible, el posquemador de combustible debía ser usado en el motor principal, lo cual imponía ciertas limitaciones en el tipo de pista, desde donde el avión podría operar, provocando el incendio del combustible por el calor de la pista, expuesta a los gases calientes del motor.
Según declaraciones oficiales los motores tenían un empuje total de 23,7 toneladas, lo que le permitía despegar verticalmente con un peso total de más de 15 toneladas. Esto mejora lo que actualmente puede hacer un F-35B.
El caza estaba armado con un cañón de 30 mm y podía usar todo un arsenal de misiles guiados soviéticos ya que tenía el radar Zhuk, el mismo de los cazas MiG-29 y Su-27. 
La nueva variante Yak-141M estaba proyectado para volar a velocidades alrededor de Mach 1,7, pero nunca llegó a volar a velocidades supersónicas, en las primeras pruebas con despegue vertical y se esperaba, que tuviese una maniobrabilidad comparable con la del nuevo caza de superioridad aérea de base en tierra Mikoyan MiG-29. El primer prototipo experimental de esta variante, había sido diseñado para equipar a la Fuerza Aérea Soviética, y no para la Aviación Naval Soviética, como el original diseño del caza naval Yak-41, que nunca se construyó en serie y se continuó con las pruebas de vuelo, para la variante naval del caza MiG-29 y la variante naval del caza pesado Su-27.

## Yak-43
El Yak-43 fue un desarrollo propuesto para el Yak-41M 'Freehand', equipado con motores más potentes Kuznetsov NK-321 que no se pudo concretar por la falta de presupuesto en el gobierno de la Unión Soviética, que estaba a punto de colapsar y la aparición, de la nueva opción disponible para la marina, del caza naval pesado Su-33 embarcado en el Portaaviones Almirante Kuznetsov, con un nuevo diseño derivado del afamado caza de superioridad aérea Su-27 de base en tierra, con más capacidad de carga de armas y combustible, mayor alcance y velocidad, solamente comparable con el afamado caza naval pesado de largo alcance F-14 Tomcat de la Armada de los Estados Unidos, al que debía enfrentarse en caso de una guerra contra occidente y superaba ampliamente este proyecto, ahorraba costos de investigación y desarrollo, que necesitaría de muchos años de pruebas para lograr tener un prototipo totalmente operativo, de un avión de despeque vertical para uso en Portaaviones.

## Actualidad
En 1995 Lockheed Martin se ofreció a colaborar con la oficina de diseño Yákovlev. Durante la colaboración ruso-estadounidense, Yákovlev facilitó toda la documentación técnica del Yak-141.
Debido a la competencia de McDonnell Douglas y British Aerospace que monopolizaron la tecnología VSTOL occidental, Lockheed Martin adquirió los derechos de producción y los planos, del diseño avanzado Yak-141 a la desaparecida Unión Soviética, y su original sistema de vuelo, es la base del desarrollo para el nuevo caza de despegue vertical de la US NAVY X-35B (hoy conocido como F-35B Lightining II), ganador del concurso JSF (Joint Strike Fighter) para construir un avión de despegue vertical de vuelo supersónico, embarcado en portaaviones, con un ventilador vertical detrás de la cabina del piloto, derrotando a la empresa Boeing y a su diseño original X-32B de ala delta.

## Operadores
Unión Soviética
- Fuerza Aérea Soviética

## Especificaciones (Yak-141)

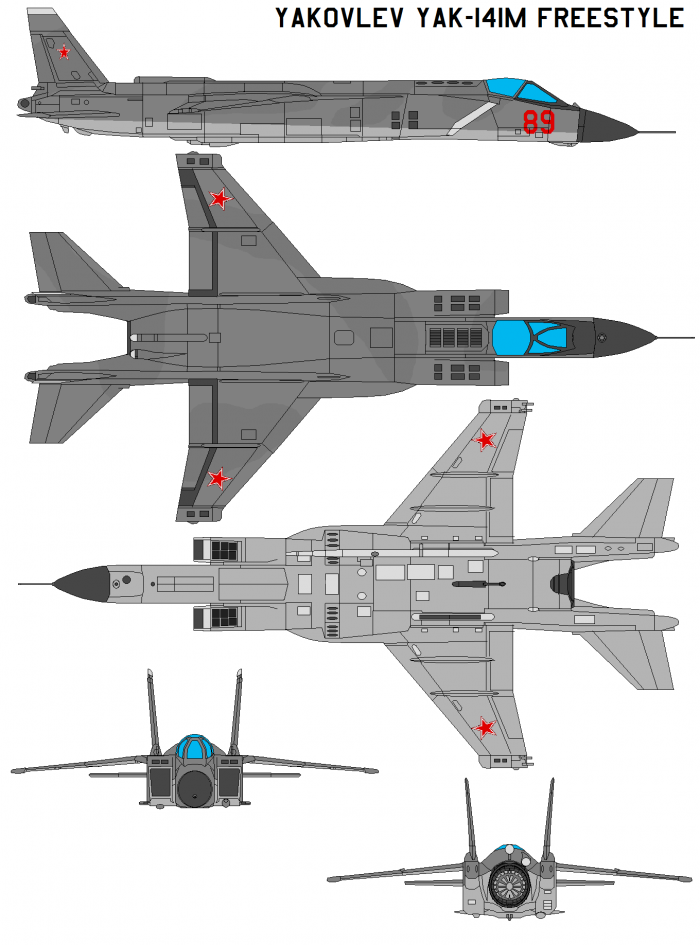

### Características generales
- Tripulación: 1 piloto
- Longitud: 18,30 m
- Envergadura: 13,97 m
- Altura: 5,00 m
- Superficie alar: 31,7 m²
- Peso vacío: 11 650 kg
- Peso máximo al despegue: 19 500 kg (en despegue corto) 15 800 (en despegue vertical)
- Planta motriz: 1× turborreactor MNPK Soyuz R-79V-300.
  - Empuje normal: 108 kN (24 000 lbf) de empuje.
  - Empuje con postquemador: 152 kN (34 170 lbf)

### Rendimiento
- Velocidad máxima operativa (Vno): Mach 1,8
- Alcance: 2100 km
- Alcance en ferry: 3000 km
- Techo de vuelo: 15 500 m
- Régimen de ascenso: 250 m/s

### Armamento
- Armas de proyectiles: 1 cañón calibre 30 mm GSh-301 con 120 disparos.
- Puntos de anclaje: 4 subalares y uno ventral con una capacidad de 2600 kg de carga externa, para transportar misiles de corto alcance., para cargar una combinación de:

### Desarrollos relacionados
- Yakovlev Yak-38
- Yakovlev Yak-43

### Aeronaves similares
- Boeing AV-8B Harrier II
- Lockheed Martin F-35 Lightning II
- BAE Sea Harrier
- Hawker Siddeley P.1154